# 典权
典权是指占有、使用、收益他人財產的一种物权，設有期限，屆期若出典人不贖回，則典權人依絕賣條款取得典物所有權。
依據中華民國民法，典物須為不动产，典權期限以三十年為限。
中華人民共和國（及其前身）自從1949年2月22日廢除中華民國六法全書後，從未以成文法形式規範典權；但自此以後典權以習慣法形式曾長期存在，並在1984年8月30日發布的《最高人民法院关于贯彻执行民事政策法律若干问题的意见》中對以房屋作为标的物的典權做出了解釋和確認；隨著2007年10月1日生效的《中華人民共和國物權法》確立物權法定原則、2019年7月20日前述司法解釋失效，典權不復存在。
典权的基本模式为：出典人，即不动产的所有人，将典物转移给典权人；典权人在取得典物的时候，向出典人支付典价；典价通常为典物出卖价格的50%-80%之间；典权人在取得典物之后，可以对其行使占有、使用、收益等权利。典权可以通过回赎、找贴、绝卖等行为而消灭。
在历史上存在着以人身为对象的典权，如典妻雇子、典雇男女等。